# Eucithara vitiensis
Eucithara vitiensis é uma espécie de gastrópode do gênero Eucithara, pertencente à família Mangeliidae.